# 李尋
李尋（?—?），字子長，西汉平陵（今陕西省咸阳市秦都区）人。
李尋学《書经》，好洪範災異説。学天文、星历、陰陽，事奉丞相翟方進，翟方進也擅长研究星历。翟方進任命李尋为丞相府吏，李尋多次对翟方進阐述意見。
外戚大司馬驃騎将軍王根厚遇李尋，当時災異多发，王根向李尋征求意見。李尋认为最近会有水害，应该探寻優秀人物任用，屏退残酷統治百姓的人，整備堤防，免除山泽之税来清除朝廷的陰气。王根于是推薦李尋。
漢哀帝即位，向李尋询问关于最近大水、地震、天文变動的意見。李尋建议抑制外戚的势力。当時，漢成帝的外戚王氏势力还没有被废黜，哀帝祖母傅太后的勢力逐渐变強，丞相孔光、大司空師丹反对贈傅太后皇太后之号，而被罷免。哀帝虽然没有接受李尋的進言，但凡事经常征求李尋的意見。李尋的回答屡次应验，于是被昇進黄門侍郎。李尋说近期有水害，于是汉哀帝任命李尋为騎都尉，監督黄河堤防。
成帝時代，齐人甘忠可称“漢代正逢天地的末日，必当再受天命。天帝遣真人赤精子教给我再受命的方法”。甘忠可教授夏賀良、郭昌。中垒校尉劉向奏甘忠可欺君罔上迷惑众人，甘忠可被弹劾，死于獄中。哀帝時代，哀帝重用司隷校尉解光，解光说夏賀良有甘忠可的書。此事下达奉車都尉劉歆，劉歆反对施行甘忠可的学说。李尋也喜欢甘忠可的学説。解光对皇帝说“父亲刘向上书使甘忠可下狱，儿子刘歆怎么会同意甘忠可呢”。長安令郭昌劝李尋帮助夏賀良。李尋于是劝哀帝听听夏賀良的意見。夏賀良说“漢历中衰，当再受天命。成帝不应天命，所以无后。今陛下长久得病，天地灾异頻发，是天的告诫譴責。应该立刻改元易号，才能延年益寿，得到后嗣，天地灾异自然终止”。
长期卧病在床的哀帝希望夏賀良的学说真的有益，于是接受夏賀良的進言，建平二年（前5年）改元太初元将元年，自号改为「陳聖劉太平皇帝」。
一个月后，皇帝卧病如故，夏賀良建议改變政治引起了更多反对。夏賀良上奏建议把不知天命的大臣辞退，任用解光、李尋辅政。
哀帝于是将夏賀良下獄，改元、改号的詔书撤回，恢复建平年号。夏賀良被光祿勳平当审理，被处死。解光、李尋減死一等，流配敦煌郡。

## 延伸阅读
[在维基数据编辑]
 《漢書/卷075》，出自班固《漢書》